# Giro di Romagna
Der Giro di Romagna (auch Giro della Romagna, zuletzt Giro della Romagna et Coppa Placci) ist ein ehemaliges italienisches Straßenradrennen.
Das Eintagesrennen führte durch die historische Landschaft Romagna in Norditalien. Es wurde jährlich im September ausgetragen. Es konnten nur sieben Ausländer das Rennen gewinnen, darunter der Franzose Jean-Baptiste Dortignacq, der die erste Austragung 1910 für sich entschied. Rekordsieger ist "il Campionissimo" Fausto Coppi, der den Giro di Romagna dreimal gewinnen konnte. 2005 bis 2011 zählte das Rennen zur UCI Europe Tour und war in die Kategorie 1.1 eingestuft.
2011 wurden die beiden Rennen Giro della Romagna und Coppa Placci zusammengelegt zum Giro della Romagna et Coppa Placci. Nachdem das Rennen 2012 nicht ausgetragen worden war, ging es 2013 in dem Rennen Memorial Marco Pantani auf, welches 2013 Memorial Marco Pantani-Giro della Romagna hieß. 1968 wurde das Rennen als nationale Meisterschaft ausgetragen, bei dem Felice Gimondi den Titel gewann.

## Siegerliste
| - 2012 nicht ausgetragen - 2011 Oscar Gatto - 2010 Patrik Sinkewitz - 2009 Murilo Fischer - 2008 Enrico Gasparotto - 2007 Eddy Serri - 2006 Santo Anzà - 2005 Danilo Napolitano - 2004 Gianluca Bortolami - 2003 Fabio Sacchi - 2002 Gianluca Bortolami - 2001 Davide Rebellin - 2000 Dmitri Konyschew - 1999 Roberto Conti - 1998 Michele Bartoli - 1997 Francesco Casagrande - 1996 Andrea Ferrigato - 1995 Davide Cassani - 1994 Roberto Petito - 1993 Pascal Richard - 1992 Beat Zberg - 1991 Franco Ballerini - 1990 Maximilian Sciandri - 1989 Maximilian Sciandri - 1988 Stefan Joho - 1987 Ezio Moroni - 1986 Lech Piasecki - 1985 Claudio Corti - 1984 Pierino Gavazzi - 1983 Alfons De Wolf - 1982 Moreno Argentin | - 1981 Giuseppe Saronni - 1980 Pierino Gavazzi - 1979 Gianbattista Baronchelli - 1978 Valerio Lualdi - 1977 Roberto Ceruti - 1976 Gianbattista Baronchelli - 1975 nicht ausgetragen - 1974 Franco Bitossi - 1973 Wladimiro Panizza - 1972 Pietro Guerra - 1971 Franco Bitossi - 1970 Davide Boifava - 1969 Dino Zandegù - 1968 Felice Gimondi - 1967 Bruno Mealli - 1966 Gianni Motta - 1965 Dino Zandegù - 1964 Adriano Durante - 1963 Bruno Mealli - 1962 Diego Ronchini - 1961 Adriano Zamboni - 1960 Giorgio Tinazzi - 1959 Silvano Ciampi - 1958 Carlo Zorzoli - 1957 Ercole Baldini - 1956 Pierino Baffi - 1955 Fiorenzo Magni - 1954 Giuseppe Minardi - 1953 Giancarlo Astrua - 1952 Luciano Maggini - 1951 Fiorenzo Magni | - 1950 Livio Isotti - 1949 Fausto Coppi - 1948 Vito Ortelli - 1947 Fausto Coppi - 1946 Fausto Coppi - 1944–1945 nicht ausgetragen - 1943 Mario Fazio - 1939–1942 nicht ausgetragen - 1938 Pierino Favalli - 1937 Osvaldo Bailo - 1936 nicht ausgetragen - 1935 Learco Guerra - 1934 Aldo Canazza - 1932–1933 nicht ausgetragen - 1931 Ettore Meini - 1930 Armando Zucchini - 1929 Alfredo Binda - 1928 Antonio Negrini - 1927 Allegro Grandi - 1926 Costante Girardengo - 1925 Angelo Gremo - 1924 Luigi Magnotti - 1923 Giovanni Brunero - 1922 Costante Girardengo - 1921 Giovanni Roncon - 1915–1920 nicht ausgetragen - 1914 Giovanni Cervi - 1913 Angelo Gremo - 1912 Dario Beni - 1911 Giovanni Micheletto - 1910 Jean-Baptiste Dortignacq |